# تغذية ما قبل الولادة

مراحل الحمل بالشهور.

التغذية وإدارة الوزن قبل وأثناء الحمل له تأثير عميق على تطور الرضع. فهذا وقت حرج يحدد نمو الجنين بشكل سليم، حيث يعتمد الأطفال الرضع بشكل كبير على ما تخزنه الأم وعلى المواد الغذائية لنمو أمثل وصحة أفضل في وقت لاحق في الحياة. وتتناول التغذية قبل الولادة (بالإنجليزية: Prenatal nutrition)‏ التوصيات الغذائية قبل وأثناء الحمل. التغذية قبل الولادة لها تأثير قوي على وزن الولادة والتطور المستقبلي للرضيع. وجدت دراسة في معهد الوطني للصحة أن الأطفال الذين يولدون من أم بدينة لديهم احتمال أكبر للفشل في اختبارات المهارات الحركية الدقيقة وهي حركة العضلات الصغيرة مثل اليدين والأصابع.
وهناك مقولة شائعة مفادها أن «المرأة تأكل لشخصين أثناء الحمل» تعني أن الأم يجب أن تستهلك ضعف الكمية أثناء الحمل. ومع ذلك، فإنّ هذا ليس صحيحاً في الواقع. على الرغم من أن استهلاك الأمهات سيؤثر بشكل مباشر على نفسها وعلى الجنين الذي ينمو، إلا أن الإفراط في تناول الطعام سيؤثر سلبًا على صحة الطفل، حيث سيكون على الطفل أن يعمل بجد أكثر ليصبح صحياً في المستقبل. وبالمقارنة مع الرضيع، فإن الأم تمتلك أقل المخاطر البيولوجية. لذلك، غالباً ما يتم تخزين السعرات الحرارية الزائدة كدهون في الأم، بدلاً من أن تذهب إلى الرضيع. من ناحيةٍ أخرى، سيؤدي الاستهلاك غير الكافي إلى انخفاض وزن الولادة.
إن الحفاظ على وزن صحي أثناء الحَبَل يقلل من المخاطر الضائرة على الرضع مثل العيوب الخلقية، وكذلك الحالات المزمنة في مرحلة البلوغ مثل السمنة، والسكري، وأمراض القلب والأوعية الدموية. ولذلك يجب مراقبة معدل زيادة الوزن أثناء الحمل لدعم نمو مثالي للرضيع.

## معلومات أساسية

### فرضية باركر - تأثير وزن الولادة على الصحة في وقت لاحق من الحياة
تنص «فرضية باركر» أو النمط الظاهري المقتصد على أن الظروف خلال الحمل سيكون لها آثار طويلة الأمد على صحة البالغين. وتشمل المخاطر المرتبطة بالأمراض مدى الحياة أمراض القلب والأوعية الدموية، ومرض السكري النوع الثاني، والسمنة، وارتفاع ضغط الدم. يبدو أن الأطفال الذين يولدون بوزن خفيف يكون لديهم معدل وفيات أعلى من الأطفال المولودين بوزن أثقل. هذا لا يعني أن الأطفال ثقيلي الوزن أقل مدعاة للقلق. سيرتفع معدل الوفاة مع زيادة وزن الولادة إلى ما هو أبعد من المدى الطبيعي لوزن الولادة. لذلك، من المهم الحفاظ على زيادة وزن طبيعية طوال الحمل لتحقيق الوزن المثالي عند الولادة.
عندما اُقْتُرِحَت هذه النظرية لأول مرة، لم يتم قبولها بشكل جيد وتمت مقابلتها بكثير من التشكيك. كان الانتقاد الرئيسي هو أن المتغيرات المربكة (المشوشة) مثل العوامل البيئية يمكن أن تساهم في العديد من الأمراض المزمنة ومثل ذلك وزن الولادة المنخفض وحده لا ينبغي أن يُعامل كعامل خطر مستقل. حاولت الدراسات البحثية اللاحقة التي تدعم النظرية تعديل هذه العوامل البيئية وبالتالي، قدمت نتائج أكثر اقناعاً بأقل متغيرات مربكة (مشوشة).
تُعرف «فرضية باركر» أيضًا باسم «فرضية برمجة الجنين». توضح كلمة «برمجة» فكرة أنه خلال الفترات الحرجة في تطور الجنيني المبكر، هناك تغيرات مستمرة في بنية الجسم ووظائفه تلك المتغيرات تسببها محفزات بيئية. يتعلق ذلك بمفهوم التكيفية النمائية حيث يمكن لجيناتنا التعبير عن نطاقات مختلفة من الحالات الفسيولوجية أو المورفولوجية استجابة للظروف البيئية خلال نمو الجنين.
إذا كان لدى الأم نظام غذائي غير مناسب، فإن ذلك يرسل إشارات إلى الطفل بأن الحالة المعيشية على المدى الطويل ستكون أفقر. وبالتالي، فإن الطفل يتكيف من خلال تغيير حجم الجسم والتمثيل الغذائي للتحضير لظروف قاسية من نقص الغذاء بعد الولادة. تخضع العمليات الفسيولوجية والأيضية في الجسم لتغيرات طويلة الأمد نتيجة للنمو المحدود. عندما تتغير البيئة المعيشية من حالة سوء التغذية إلى مجتمع يزخر بالعديد من المغذيات، فإن هذا يعرّض الطفل لبيئة وفيرة تتعارض مع ما يصمم جسمه من أجله، وهذا يعرض الطفل لخطر أمراض البالغين بشكل أكبر في وقت لاحق في مرحلة البلوغ. وعلى نفس المنوال، إذا تعرض الجنين الذي ينمو في رحم الأم تتمتع بالصحة إلى مجاعة طويلة بعد الولادة، سيكون الطفل أقل قدرة على التكيف مع البيئة القاسية من الأطفال منخفضي وزن الولادة.

### فرضية بيدرسن - تأثير تركيز الغلوكوز في الأم على نمو الجنين
في عام 1952، صاغ الطبيب الدنماركي يورجن بيدرسن من جامعة كوبنهاغن فرضية، تقول أن ارتفاع السكر في الدم أثناء الحمل قد يسبب ارتفاع سكر الدم في الجنين، وبالتالي يعرض الجنين لمستويات مرتفعة من الأنسولين. وهذا من شأنه أن يؤدي إلى زيادة خطر عملقة الجنين ونقص سكر الدم الوليدي.
يعتمد تركيز الغلوكوز في الدم بشكل رئيسي على النظام الغذائي، وخاصةً ابتلاع مصادر الطاقة ونسبة الكربوهيدرات في النظام الغذائي. يسبب ارتفاع تركيز الجلوكوز في دم النساء الحوامل نقل مكثف للمغذيات إلى الجنين، مما يزيد من نمو الجنين. يمكن أن تربط الدراسات ارتفاع مستوى جلوكوز الأم بزيادة وزن المولود عند الولادة واختلاف معدلات المراضة، ومن الأمور الأخرى التي تدعم الفرضية حدوث التشوهات الخلقية، حتى أن زيادة نسبة الجلوكوز في الدم بشكل معتدل في غياب مرض السكري تؤثر إيجابًا على نمو الجنين.
تم إجراء تغييرات لاحقة لفرضية بيدرسن: حيث تم أخذ المغذيات الأخرى بخلاف السكر وارتباطها مع فرط نمو الجنين في الحمل السكري بعين الاعتبار، ولكن تم التأكيد على الدور الأساسي لفرط الأنسولينية الجنيني وأهمية رصد جلوكوز الأم. أشارت الدراسات الحديثة إلى أن مرض السكري في الأم يمكن أن يعزز آثار أكثر ديمومة على صحة الطفل مما كان يعتقد سابقاً، بما في ذلك زيادة خطر السمنة وداء السكري النوع الثاني.

## حالات تاريخية
حدثت ظروف غذائية مختلفة، تتضمن ظروف الندرة وظروف الوفرة، مراراً وتكراراً في مجتمعات مختلفة وفي أوقات مختلفة، وبالتالي في بعض الحالات، كشفت الدراسات الوبائية وجود علاقة بين الحالة الغذائية للحوامل وصحة أطفالهن أو حتى أحفادهن.

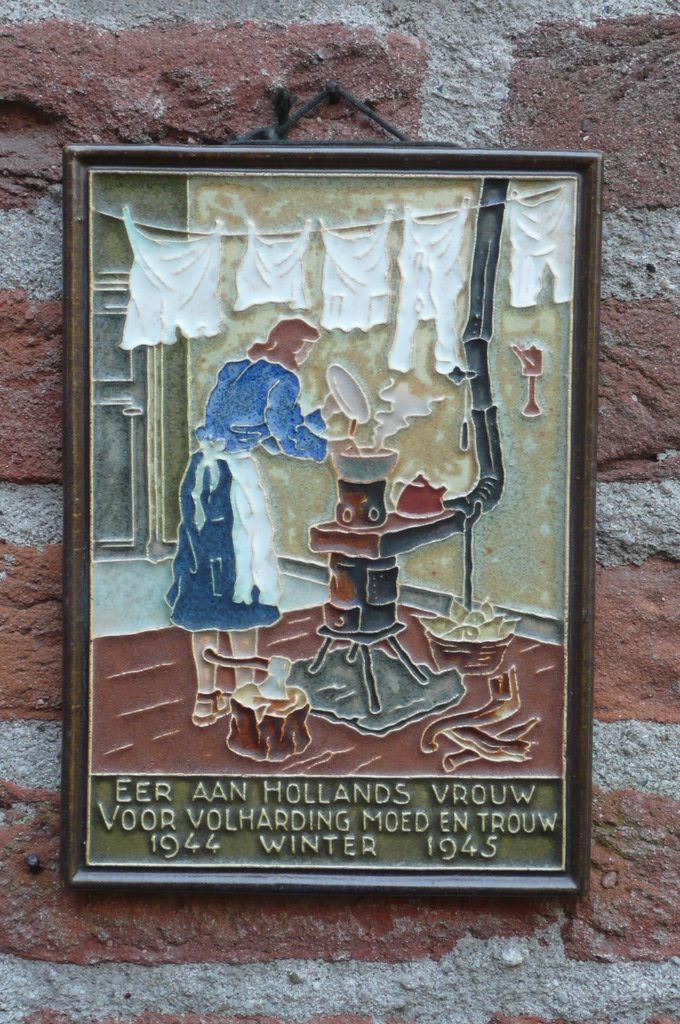
بلاطة المجاعة الهولندية

### المجاعة الهولندية
بما أن وزن الولادة الصغير يرتبط بزيادة خطر الإصابة بالأمراض المزمنة في وقت لاحق من الحياة، وسوء التغذية عند الأمهات أثناء الحمل يسهم في الحد من نمو الجنين، فقد يكون سوء تغذية الأم سببًا في زيادة قابلية الإصابة بالأمراض في مرحلة البلوغ.
تستخدم المجاعة الهولندية لعام 1944 أو «جوع الشتاء» خلال الحرب العالمية الثانية كدراسة وبائية لفحص آثار نقص التغذية لدى الأم خلال مراحل الحمل المختلفة. كانت فترة المجاعة قرابة خمسة إلى ستة أشهر من النقص الحاد في الغذاء في غرب هولندا. وفُرضت المجاعة على السكان الذين كانوا يتمتعون بتغذية جيدة في السابق، وتقلصت الحصص اليومية الرسمية للسكان البالغين بشكل عام من 1800 سعر حراري في ديسمبر 1943 إلى 1400 سعر حراري في أكتوبر 1944 إلى أقل من 1000 سعر حراري في أواخر نوفمبر عام 1944. كان ديسمبر 1944 إلى أبريل 1945 ذروة المجاعة حيث انخفضت الحصة اليومية الرسمية فجأة إلى حوالي 400 - 800 سعر حراري. [14] على الرغم من أن النساء الحوامل والمرضعات لديهن طعام إضافي خلال المجاعة، إلا أنه لم يعد بالإمكان توفير هذه الإمدادات الإضافية في ذروة المجاعة. في أوائل مايو 1945، أعاد تحرير هولندا امدادات الغذاء. وزادت الحصة اليومية إلى أكثر من 2000 سعر حراري في يونيو 1945. ما يُعتبر فريداً من نوعه حول المجاعة الهولندية كدراسة تجريبية عن آثار سوء التغذية لدى الأم هو أن السكان كانوا محصورين في الزمان والمكان، وتم فرض وتخفيف المجاعة بشكلٍ مفاجئ على السكان الذين كانوا يتمتعون بتغذية جيدة.
كان للمجاعة الهولندية خلال الحرب العالمية الثانية تأثير عميق على الحالة الصحية لعامة الناس، وخاصة النساء اللواتي وضعن حملهن خلال الفترة الزمنية. يبدو أن تجويع الأم يؤدي إلى نمو محدود داخل الرحم، وقد تم تحديدها كواحدة من أهم المساهمين في أمراض القلب التاجية والأمراض المزمنة الأخرى في وقت لاحق من الحياة. تتفق هذه النتائج بشكل جيد مع فرضية باركر. وما يدعم النظرية أن نقص تغذية الأم يؤدي إلى انخفاض وزن المواليد بسبب التطور المحدود داخل الرحم، وهذا يؤدي في نهاية المطاف إلى ارتفاع مخاطر الإصابة بالأمراض المزمنة في حياة البالغين.

### المفارقة الفرنسية
تعتبر المفارقة الفرنسية حقيقة مفادها أن الناس الذين يعيشون في فرنسا منذ أجيال عديدة يعانون من حالات قليلة نسبياً من أمراض القلب، على الرغم من أن المطبخ الفرنسي التقليدي مرتفع في الأحماض الدهنية المشبعة.
أحد التفسيرات المقترحة للمفارقة هو التأثير المحتمل للتحسينات الغذائية أثناء الحمل والأشهر والسنوات الأولى من الحياة التي من شأنها أن تؤثر بشكل إيجابي على صحة الأجيال التالية: بعد الهزيمة في الحرب الفرنسية الألمانية، قُدّم برنامج التغذية للنساء الحوامل والأطفال الصغار من قبل الحكومة الفرنسية بهدف تعزيز أجيال المستقبل من الجنود. قد يكون هذا أحد تفسيرات النتائج الصحية الإيجابية في الأجيال التالية.

## توصيات للمرأة الحامل

### مراحل الحمل
الحمل هو فترة تطور الجنين من الاخصاب إلى الولادة. يبلغ الحمل حوالي 40 أسبوعًا في البشر، وينقسم إلى ثلاث فصول، كل منها يمتد لمدة 3 أشهر. من ناحية أخرى، ترتكز مراحل الحمل على تطور الجنين الفسيولوجي، والذي يتضمن تكوين الأريمة، والمرحلة المضغية، ومرحلة الجنين.
تكون الأريمة هي مرحلة تمتد من الإخصاب إلى حوالي أسبوعين. تصبح البويضة المخصبة أو الزايجوت كيسة أريمية حيث تتمايز الكتلة الخلوية الخارجية والكتلة الخلوية الداخلية لتشكل المشيمة والجنين على التوالي. يحدث الانغراس في هذه المرحلة حيث يتم دفن الكيسة الأريمية في بطانة الرحم.
المرحلة المُضغية تستمر ما يقرب من أسبوعين إلى 8 أسابيع. كما أنه في هذه المرحلة تتطور الكيسة الأريمية إلى مضغة، حيث تكون جميع السمات الرئيسية للإنسان موجودة وتعمل في نهاية هذه المرحلة.
المرحلة الجنينية تمتد من 9 أسابيع حتى النهاية. خلال هذه الفترة، تتطور المضغة بسرعة وتصبح جنينًا. ويصبح الحمل مرئيًا في هذه المرحلة.

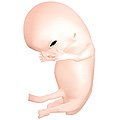
مضغة في الأسبوع الثامن بعد الاخصاب
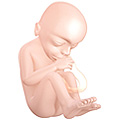
جنين في الأسبوع الثامن عشر بعد الاخصاب
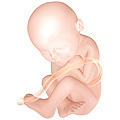
جنين في الأسبوع 38 بعد الاخصاب

### الوزن قبل الحمل وزيادة الوزن أثناء الحمل

مخطط لمؤشر كتلة الجسم.

يرتبط نمط ومقدار زيادة الوزن ارتباطًا وثيقًا بمراحل الحمل. هناك حاجة إلى طاقة إضافية أثناء الحمل بسبب توسع أنسجة ومخازن الأمهات من أجل دعم نمو الجنين.
في الأثلوث الأول (تكون الأريمة ومراحل المضغة المبكرة)، تختبر الأم أدنى اكتساب للوزن (حوالي 0.5-2 كيلوجرام)، بينما تزن المضغة 6 غرامات فقط، وهو ما يقارب وزن 6 حبات من الزبيب.
في الأثلوث الثاني والأثلوث الثالث (المراحل المضغية والجنينية المتأخرة)، يمر الجنين بنمو سريع للوزن ويزيد الوزن إلى حوالي 3000 - 4000 غرام. وفي هذه الفترة أيضًا، تختبر الأم الجزء الأكبر من زيادة الوزن، لكن مقدار زيادة الوزن يختلف اختلافًا كبيرًا. يعتمد مقدار زيادة الوزن بشدة على الوزن قبل الحمل.
بشكلٍ عام، يُوصى بشدة بوزن طبيعي للأمهات عند الدخول في الحمل، لأنه يعزز الصحة العامة للرُضع. يتم تحديد وزن جسم الأم من خلال مؤشر كتلة الجسم (BMI) والذي يُعرّف بأنه الوزن بالكيلوجرام مقسومًا على مربع الطول بالأمتار. أثناء الحمل، يجب أن يُنظم وزن الجسم ضمن زيادة الوزن الموصى بها للحمل، حيث يبدو أن له تأثير إيجابي على نتائج الحمل. يجب أن يكون اكتساب الوزن أثناء الحمل تدريجياً وأن يعتمد الوزن الموصى به على وزن الجسم قبل الحمل.
بما أن الزيادة في الوزن الكلي تعتمد على وزن الجسم قبل الحمل، فمن الموصى به أن تخضع النساء ذوات الوزن المنخفض لأكبر زيادة في الوزن من أجل تحقيق نتائج حمل صحية، ويجب أن تخضع النساء ذوات الوزن الزائد أو البدينات لزيادة وزن أقل.

### النساء ذوات الوزن الطبيعي

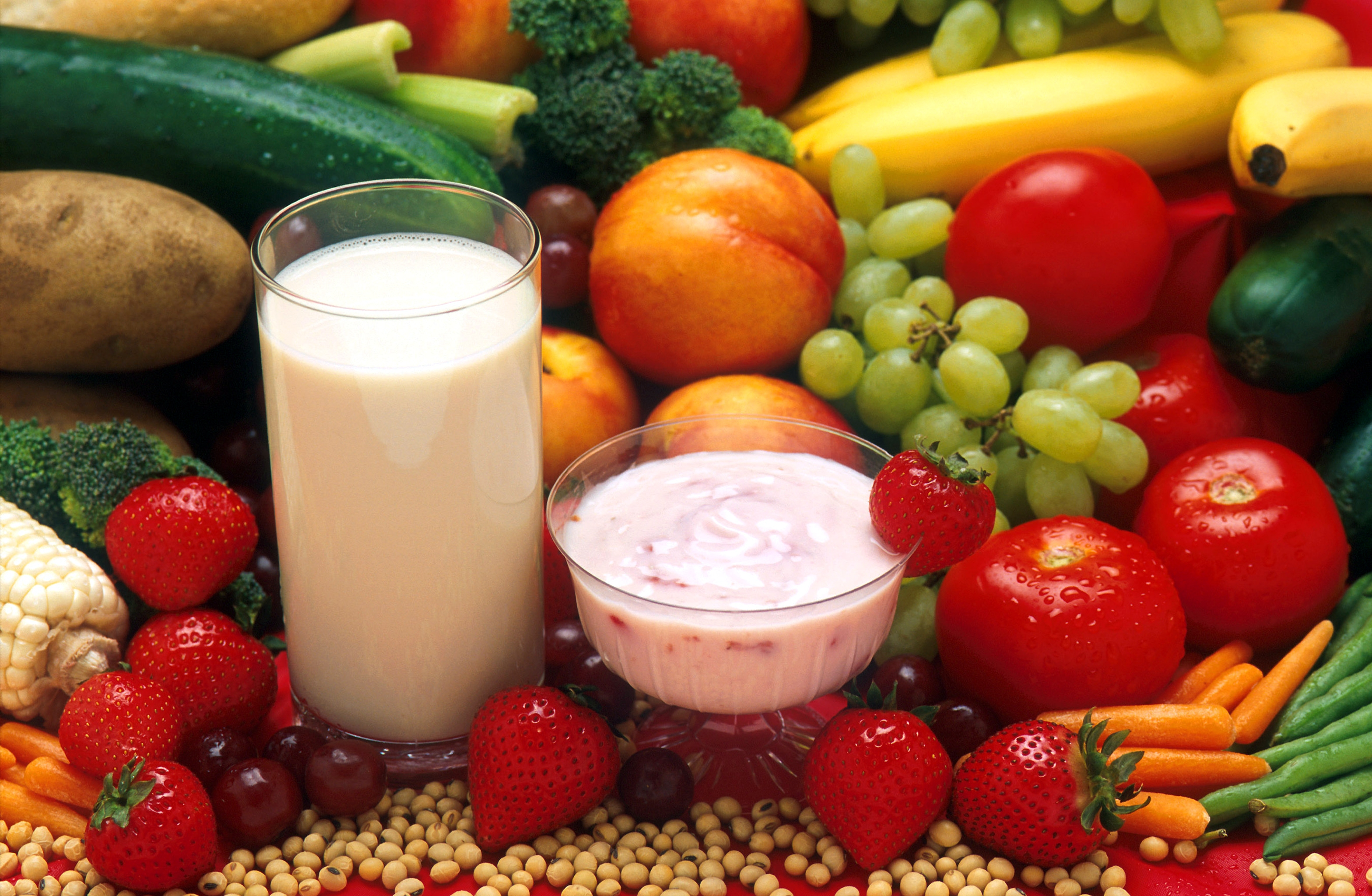
يجب التأكيد على الخيارات الصحية مثل الحليب قليل الدسم والبدائل والفواكه والخضروات للنساء الحوامل.

تصنف النساء اللواتي لديهن مؤشر كتلة الجسم من 18.5 - 24.9 على أنهن يتمتعن بوزن طبيعي أو صحي. هذه المجموعة أقل عرضة لخطر النتائج االسلبية للولادة . من غير المحتمل أن يكون وزن أطفالهم عند الولادة منخفض أو مرتفع. يُنصح النساء اللواتي يمتلكن وزنًا طبيعيًا قبل الحمل بأن يكتسبن ما مجمله 11.5 كيلوغرام إلى 16.0 كيلوغرام خلال الحمل، وهو ما يقرب من 0.4 كيلوغرام أسبوعيًا في الأثلوثين الثاني والثالث من الحمل.
يجب على الأم المشاركة في أنشطة بدنية خفيفة، من أجل الحفاظ على زيادة ثابتة في الوزن. عادة ما تكون المشاركة في الأنشطة الهوائية مثل المشي والسباحة 3 إلى 4 مرات في الأسبوع كافية. لا ينصح بالنشاط البدني الشديد حيث أن الخسارة الزائدة للسعرات الحرارية، تعمل على نقص دعم نمو الجنين.
النظام الغذائي السليم ضروري لزيادة صحية في الوزن. إن المثل الشائع «أن المرأة تأكل لطفلين» غالباً ما يقود الأمهات إلى الاعتقاد أنهن يجب أن يأكلن ضعف الكمية. في الواقع، هناك حاجة إلى زيادة صغيرة فقط في السعرات الحرارية لتوفيرها للجنين. وهي ما يقرب من 350 سعرة حرارية اضافية في الأثلوث الثاني من الحمل و450 سعر حراري اضافية في الأثلوث الثالث من الحمل. أيضاً، ينبغي التأكيد على الخيارات الصحية للحصول على هذه السعرات الحرارية الزائدة مثل منتجات الحبوب الكاملة، والفواكه، والخضروات، وكذلك بدائل الألبان قليلة الدسم.

### النساء النحيفات
تصنف النساء على أنهن نحيفات إذا كان مؤشر كتلة الجسم قبل الحمل 18.5 أو أقل. انخفاض مؤشر كتلة الجسم قبل الحمل يزيد من خطر انخفاض وزن الولادة للأطفال، ولكن يمكن موازنة الخطر من خلال زيادة وزن الحمل بشكل مناسب أي من 12.5 إلى 18.0 كجم، أو حوالي 0.5 كيلوغرام كل أسبوع في الأثلوثين الثاني والثالث.
عادة لا يكون لدى النساء النحيفات مخازن غذائية كافية، حيث لا تكفي للمرأة نفسها والجنين. في حين أن هناك حاجة إلى ممارسة الرياضة والنظام الغذائي السليم للحفاظ على زيادة الوزن الموصى بها، فالتوازن بين الاثنين مهم جدا. على هذا النحو، ينبغي على الأمهات النحيفات الحصول على مشورة مصممة خصيصًا لهن.

### النساء البدينات ذوات الوزن المرتفع
تصنف النساء ذوات الوزن العالي قبل الحمل على أنهن بدينات أو ذوات وزن مرتفع، ويعرّفن بأن لهن مؤشر كتلة الجسم 25 أو أعلى. تقع النساء اللواتي لديهن مؤشر كتلة الجسم بين 25 و29.9 في فئة الوزن الزائد ويجب أن يكسبن ما بين 7.0 و11.5 كيلوغرام اجمالياً، أي ما يقارب 0.28 كيلوغرام كل أسبوع خلال الأُثلوث الثاني والثالث من الحمل. في حين أن النساء ذوات مؤشر كتلة الجسم من 30 أو أكثر في الفئة البدينة ويجب أن يكتسبن ما بين 5.0 و9.0 كيلوغرام فقط، أي ما يعادل 0.2 كيلوجرام تقريبًا في الأسبوع في الأثلوث الثاني والثالث.
وقد لوحظ أن اتباع نظام غذائي أو ممارسة التمارين الرياضية أو مزيج من كلاهما يقلل من زيادة الوزن أثناء الحمل بنسبة 20٪ ويقلل من ارتفاع ضغط الدم. النظام الغذائي الصحي مع ممارسة الرياضة قد يقلل من مخاطر الولادة القيصرية، وولادة طفل كبير، وولادة طفل يعاني من مشاكل خطيرة في التنفس. النظام الغذائي وممارسة التمارين الرياضية يساعدان النساء الحوامل على عدم اكتساب الوزن الزائد أثناء الحمل مقارنةً مع النساء اللائي لا يتلقين أي مساعدة للسيطرة على زيادة الوزن أو الرعاية الروتينية (عادة جلسة واحدة في الحمل).
بشكلٍ عام، يتم تشجيع الأمهات المصنفات ضمن هذه الفئة على المشي. ولكن للأسف، المعلومات عن متطلباتهم من الطاقة غير متوفرة. على هذا النحو، يتم تشجيعهم على تسجيل النشاط البدني ومستوى الاستيعاب الغذائي. يمكن القيام بذلك بمساعدة أدوات مثل متتبع حصصي الغذائية (بالإنجليزية: My Food Guide Servings Tracker) من الصحة في كندا وبرنامج EATracker المتوفر على الإنترنت. في الحالات القصوى حين يتجاوز مؤشر كتلة الجسم 35، ينصح بمساعدة أخصائي تغذية مصرح.

### جدول ملخص
يلخص الجدول التالي المعدل الموصى به لزيادة الوزن وزيادة الوزن الكلية وفقًا لمؤشر كتلة الجسم قبل الحمل لكل فترة حمل على حدة. يصنف العمود الأول وزن الجسم بناءً على مؤشر كتلة الجسم. يلخص العمود الثاني مجموع زيادة الوزن الموصى بها لكل نوع من وزن الجسم، ويعرض العمود الثالث زيادة الوزن الأسبوعية المقابلة خلال الفترة التي يخضع فيها الجنين للنمو السريع (خلال الثلث الثاني والثالث). في الحالات القصوى، يمكن أن تختلف كمية الزيادة الكلية والأسبوعية للوزن اعتمادًا على وزن المرأة قبل الحمل. على سبيل المثال، تُنصح المرأة في فئة البدانة بالحصول على ما مجموعه 5 - 9 كيلوغرامات، في حين تحتاج المرأة ذات الوزن المنخفض إلى ما يقارب 18 كيلوجرامًا.
| فئات الوزن قبل الحمل حسب مؤشر كتلة الجسم (BMI) | زيادة الوزن الاجمالية الموصى بها | زيادة الوزن الأسبوعية (بعد 12 أسبوعاً) |
| نحافة BMI <18.5                                | 12.5~18 كغم (28~40 باوند)        | 0.5 كغم (1.0 باوند)                   |
| وزن صحي BMI 18.5~ 24.9                         | 11.5~16 كغم (25~35 باوند)        | 0.4 كغم (1.0 باوند)                   |
| فرط الوزن BMI 25.0~ 29.9                       | 7.0~ 11.5 كغم (15~25 باوند)      | 0.3 كغم (0.6 باوند)                   |
| سمنة BMI > 30                                  | 5.0~9.0 كغم (11~20 باوند)        | 0.2 كغم (0.5 باوند)                   |

.

## توصيات لوزن الولادة المنخفض والمرتفع

### التشخيص

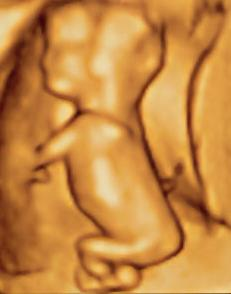
تصوير جنين بالموجات فوق الصوتية (طوله 3 إنشات)

يستخدم تخطيط الصدى الطبي أو الموجات فوق الصوتية أثناء الحمل وتاريخ آخر دورة شهرية، من أجل الحصول على تقدير جيد لوزن الولادة. تتم مقارنة القيم المقاسة بتخطيط الصدى الصوتي مع مخطط النمو لتقدير وزن الجنين.
يمكن استخدام الطول التاجي المقعدي كأفضل مقاييس تخطيط الصدى الصوتي لتشخيص عمر الحمل بشكل صحيح خلال الثلث الأول من الحمل. هذه العلاقة بين الطول التاجي المقعدي وفترة الحمل يظهر بشكل أكثر فاعلية عندما لا يتم ملاحظة أي عيوب في النمو في الثلث الأول من الحمل. إذا لوحظت عيوب النمو في الأشهر الثلاثة الأولى، فإن قياس تاريخ آخر دورة شهرية يصبح مهمًا جدًا لأن الطول التاجي العقبي أصبح مؤشر أقل موثوقية لقياس عمر الحمل.
بعد الأسبوع العشرين من الحمل، ستحتاج الأم إلى زيارة الطبيب لقياس الارتفاع القاعي، وهي المسافة من الجزء العلوي من الرحم إلى عظم العانة. ويجب أن تتطابق المسافة المقاسة بالسنتيمتر مع عدد الأسابيع التي كانت فيها الأم حاملاً. إذا كان العدد المقاس أعلى أو أقل من 2 سم، فهناك حاجة لاجراء المزيد من الفحوصات باستخدام الموجات فوق الصوتية للتحقق من النتائج. طريقة أخرى لتقدير حجم الجنين هي بالنظر إلى الزيادة في وزن الأم. يمكن استخدام الوزن الذي تكسبه الأم في تحديد حجم الجنين.

### وزن ولادة منخفض

مخطط وزن الطفل.

هناك طريقتان لتحديد إذا كان الجنين صغير بالنسبة لسن الحمل(SGA). تتفق العديد من الدراسات البحثية على أن أطفال SGA هم أولئك الذين لديهم وزن ولادة أو طول تاجي عقبي يتم قياسهما عند اثنين أو أكثر من الانحرافات المعيارية تحت متوسط عمر الحمل، بناءً على بيانات تتكون من مجموعة مرجعية. تصنف دراسات أخرى أطفال SGA على أنهم أولئك الذين لديهم وزن ولادة أقل من النسبة المئوية العاشرة على مخطط نمو الأطفال الرضع بالنسبة لعمر الحمل. هذا يشير إلى أن هؤلاء الأطفال يزنون أقل من 90 ٪ من الأطفال الآخرين في نفس عمر الحمل.
هناك العديد من العوامل، بما في ذلك العوامل الأمومية، والمشيمة، والعوامل الجنينية، التي تساهم في ضعف نمو الجنين. هناك عدد من العوامل الأمومية، والتي تشمل العمر، والحالة الغذائية، ومعاقرة الكحول، والتدخين، والحالات الطبية. من أمثلة عامل الشيمة، نقص الإرواء الرحمي المشيمي. الاضطراب الصبغي والأمراض الجينية هي أمثلة على العوامل الجنينية. يساعد تحديد أسباب SGA لكل حالة على حدة العاملين في مجال الصحة في إيجاد طرق للتعامل مع كل حالة فريدة من نوعها. يمكن أن تكون الاستشارة الغذائية، والتثقيف، والفحص الدائم مفيدين لمساعدة النساء اللواتي يحملن طفل SGA.
تتضمن المضاعفات بالنسبة للرضيع محدودية نمو الجسم نظرًا لأن عدد الخلايا في الأنسجة أقل وحجمها أصغر. من المحتمل ألا يحصل الطفل على كمية كافية من الأكسجين أثناء الحمل. كما أنه من الصعب الحفاظ على درجة حرارة الجسم لأن تدفق الدم أقل داخل الجسم الصغير.
على هذا النحو، من الضروري مراقبة مستوى الأكسجين. إذا لم يستطع الرضيع أن يرضع جيداً، فإنه من الضروري البدء بأنبوب التغذية. نظرًا لأن الطفل لا يمكنه الحفاظ على درجة حرارة الجسم الطبيعية، فإن السرير المتحكم في درجة الحرارة سيساعد في الحفاظ على أجسامهم من فقدان الحرارة. هناك طرق للمساعدة في منع حدوث أطفال SGA. حيث يساعد رصد نمو الجنين في تحديد المشكلة أثناء الحمل قبل الولادة بوقت كاف. ومن المفيد أيضاً الحصول على المساعدة والإرشاد المهني.

### وزن ولادة مرتفع

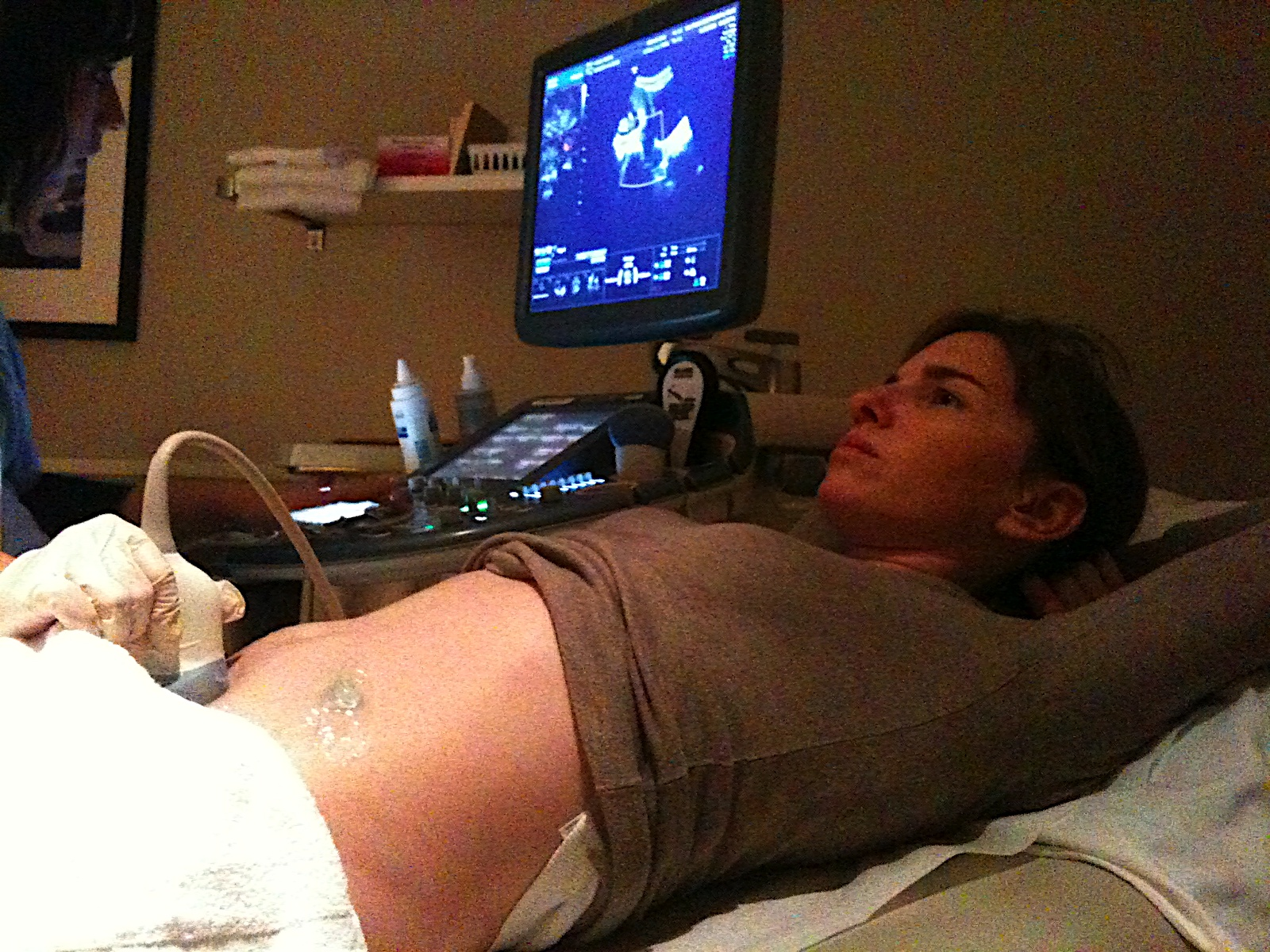
فحص بالموجات فوص الصوتية.

أظهرت الأبحاث أنه عندما تكون أوزان الأطفال الرضع أكثر من 90% على مخطط النمو للأطفال الرضع من نفس عمر الحمل، فإن الطفل يعتبر كبير بالنسبة لعمر الحمل أو LGA. يشير هذا إلى أن هؤلاء الأطفال يزنون أكثر من 90٪ من الأطفال الآخرين في نفس عمر الحمل.
تُعزى LGA إلى العديد من العوامل، بما في ذلك الوراثة والإمداد الزائد بالمغذيات. من العوامل الشائعة التي تؤدي لأطفال LGA إذا كانت الأم مصابة بداء السكري عندما تكون حاملاً أم لا. تعتبر عملقة الجنين مؤشر للنمو المفرط، بغض النظر عن عمر الحمل. تلاحظ العديد من المضاعفات لأطفال LGA وأمهاتهم. فمن المتوقع زيادة وقت الولادة لأنه طفل صعب الولادة. من المحتمل أيضاً أن يعاني الرضيع من نقص سكر الدم (انخفاض مستوى الجلوكوز في الدم) بعد الولادة. قد يعاني الرضيع أيضًا من صعوبة في التنفس.
قد تدعو الحاجة للولادة المبكرة إذا كان الطفل أكبر من اللازم وربما تكون عملية قيصرية. نظرًا لأن الطفل أكبر حجمًا، هناك فرصة أكبر للإصابة أثناء الخروج من جسد الأم. يمكن تقديم محلول الجلوكوز والماء للرضيع لزيادة مستوى الجلوكوز في الدم.
هناك طرق للمساعدة في منع حدوث أطفال LGA. ولذلك من الضروري مراقبة نمو الجنين واجراء فحوص الحمل لتحديد الحالة الصحية والكشف عن أي احتمال لمرض السكري غير مكتشف. بالنسبة للأمهات المصابات بداء السكري، فإن العناية بمرض السكري خلال فترة الحمل ستفيد في تقليل بعض مخاطر LGA.

## نقاط تؤخذ بالاعتبار
إن الهدف من الحمل هو الحصول على طفل سليم. لذلك فإن الحفاظ زيادة صحية وثابتة للوزن خلال فترة الحمل يعزز الصحة العامة ويقلل من معدل المراضة والوفيات السابقة للولادة. وهذا بدوره له تأثير إيجابي على صحة الطفل.
بما أن الظروف خلال الحمل ستكون لها آثار طويلة الأمد على صحة البالغين، يجب أن يؤخذ «الاعتدال» بعين الاعتبار في تطبيق توصيات النظام الغذائي والنشاط البدني. الأهم من ذلك، فإن اجمالي الزيادة في وزن الحمل الموصى به يعتمد على وزن الجسم قبل الحمل، ويجب معالجة مشاكل الوزن قبل الحمل.

## توجهات مستقبلية للبحث
من المنطقي توقع زيادة أكثر في الوزن عند حدوث حمل متعدد الأجنة. يتم إعطاء توصيات للنساء اللواتي يحملن توأماً، لكن يجب القيام بمزيد من الأبحاث لتحديد الوزن الكلي بشكل دقيق، حيث أن معدلات الزيادة في هذه الحالة واسعة. أيضاً، فإن معدل النساء النحيفات اللاتي يحملن توأم غير معروف. لا يوجد معلومات كافية للتوصية بها حول الزيادة الصحية للوزن للنساء اللائي يحملن ثلاثة أطفال أو أكثر وبالتالي لا يوجد مباديء توجيهية لهم، وكذلك النساء ذوات القامة القصيرة (<157 سنتيمترًا)، والمراهقات الحوامل. لا تتوافر معلومات حول متطلبات الطاقة المقدرة (EER) للنساء البدينات ولذلك هناك حاجة لمزيد من الأبحاث لتقدير ذلك. هناك أيضًا روابط مهمة بين التغذية والصحة النفسية أثناء الحمل. على سبيل المثال ، قد تكون المرأة التي تعاني من هبوط المزاج أكثر عرضة للتدخين أو تعاطي الكحول أو اهمال نظامها الغذائي.

## نصائح عملية للأمهات
النصائح العامة التالية يمكن أن تكون مفيدة للنساء الحوامل. من المفيد الحفاظ على النشاط البدني الكافي الذي يتناسب مع الطاقة المأخوذة من الطعام المستهلك. كذلك اتباع نظام غذائي متوازن هو الأمثل لحدوث حمل صحي. لمنع مشاكل مثل التجفاف والإمساك، من المهم شرب كمية كافية من السوائل، وخاصة الماء، لزيادة حجم الدم أثناء الحمل. من المستحسن أن تصاحب الوجبات العادية مكمل غذائي يومي من فيتامينات ما قبل الولادة تتضمن ما يكفي من حمض الفوليك والحديد.
إذا كان من المتوقع أن يكون وزن الجنين منخفضًا، فبالإضافة إلى التوصيات العامة، سيكون من المثالي زيادة كمية السعرات الحرارية عن طريق تناول المزيد من الطعام يوميًا. إذا كان من المتوقع أن يكون وزن الجنين عند الولادة مرتفعًا، فيجب استهلاك وجبات أصغر وأكثر تكرارًا للسماح بتنظيم أفضل للوزن. كما يقترح تناول السكر بشكل معتدل، مثل عصائر الفاكهة. من الضروري الحد من المواد الغذائية والمشروبات ذات السعرات الحرارية العالية والمحتوى العالي الملح.